# Seszele na Mistrzostwach Świata w Lekkoatletyce 2019
Seszele na Mistrzostwach Świata w Lekkoatletyce 2019 – reprezentacja Seszeli podczas mistrzostw świata w Doha liczyła tylko jednego zawodnika, biegacza Neda Justeena Azemia specjalizującego się w biegach przez płotki.

## Skład reprezentacji

### Mężczyźni
| Zawodnik           | Konkurencja        | Eliminacje | Eliminacje | Półfinał | Półfinał | Finał | Finał   |
| Zawodnik           | Konkurencja        | Wynik      | Pozycja    | Wynik    | Pozycja  | Wynik | Pozycja |
| ------------------ | ------------------ | ---------- | ---------- | -------- | -------- | ----- | ------- |
| Ned Justeen Azemia | 400 m przez płotki | 52.58      | 36.        | NQ       | NQ       | NQ    | NQ      |